# Daniel Camargo Barbosa

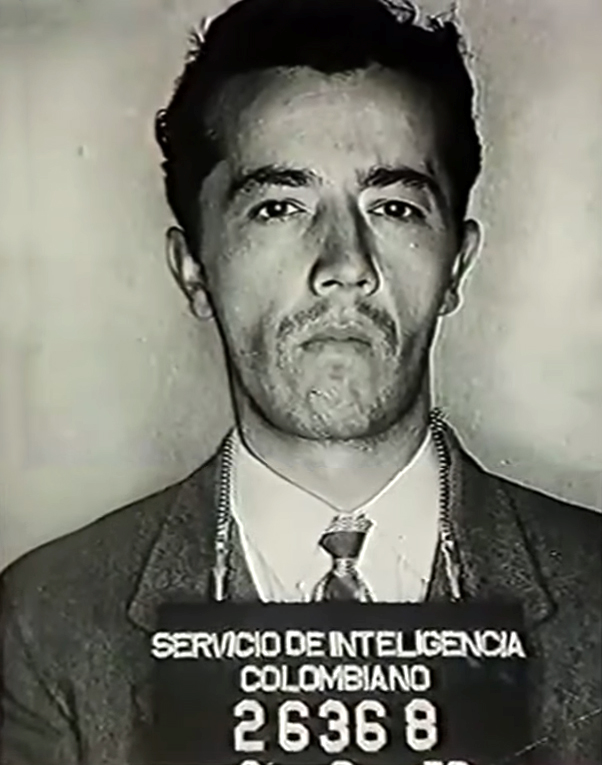
Camargo na fotografii policyjnej z 1958 roku.

Daniel Camargo Barbosa (ur. 22 stycznia 1930, zm. 13 listopada 1994) – kolumbijski seryjny morderca zwany Bestią z Andów. Brutalnie zgwałcił i zamordował co najmniej 72 młode dziewczyny.
Camargo z pochodzenia był Kolumbijczykiem. W rodzinnym kraju został skazany za gwałt i morderstwo dziewięcioletniej dziewczynki. W 1986 roku Camargo uciekł z więzienia i zbiegł przez Andy do Ekwadoru, gdzie dopuścił się wielu gwałtów i morderstw.
W czerwcu 1988 roku został aresztowany za zamordowanie dwunastoletniej Glorii Andino. Camargo powiązano z tym morderstwem, gdyż znaleziono jego odcisk palca na papierku po cukierku znalezionym przy zwłokach Glorii. W czasie przesłuchania przyznał się do blisko siedemdziesięciu morderstw dokonanych na terenie zarówno Kolumbii, jak i Ekwadoru. Camargo pokazał policji miejsce ukrycia zwłok kilkunastu ofiar.
W czasie procesu, który odbył się w Guayaquil we wrześniu 1989 roku, Camargo szczegółowo opisał niemal wszystkie gwałty i morderstwa, których dokonał. Za swoje zbrodnie został skazany na karę dożywocia. Kilka lat później media poinformowały, że Camargo został zamordowany przez kuzyna jednej z ofiar.